# Vacanovice
Vacanovice je malá vesnice, část obce Tršice v okrese Olomouc. Nachází se asi 3 km na západ od Tršic. V roce 2009 zde bylo evidováno 44 adres. V roce 2001 zde trvale žilo 141 obyvatel.
Vacanovice je také název katastrálního území o rozloze 2,75 km2.

## Název
Na vesnici bylo přeneseno původní pojmenování jejích obyvatel Vacenovici, které bylo odvozeno od osobního jména Vacen (což byla domácká podoba některého jména začínajícího na Váce-, např. Vácemil, Váceměr, Váceslav apod.) a znamenalo "Vacenovi lidé". V písemných záznamech ze 14. století je ve druhé slabice samohláska e, později už a (tvar Vacenovice byl dočasně obnoven koncem 19. století, ale nevžil se).

## Historie
První písemná zmínka o obci pochází z roku 1353 (Waczenowicz).

## Pamětihodnosti
- Kaple sv. Praxedy
- Socha sv. Jana Křtitele